# Название Франции
Название «Франция» (фр. France) происходит от латинского «Франкия», лат. Francia — «страна франков». Название формировалось на протяжении столетий. В Россию название «Франция» пришло через Польшу и поэтому употребляется в латинизированной форме (с суффиксом -ia, отсутствующим в оригинале).

## Исторические предпосылки

### Галлия

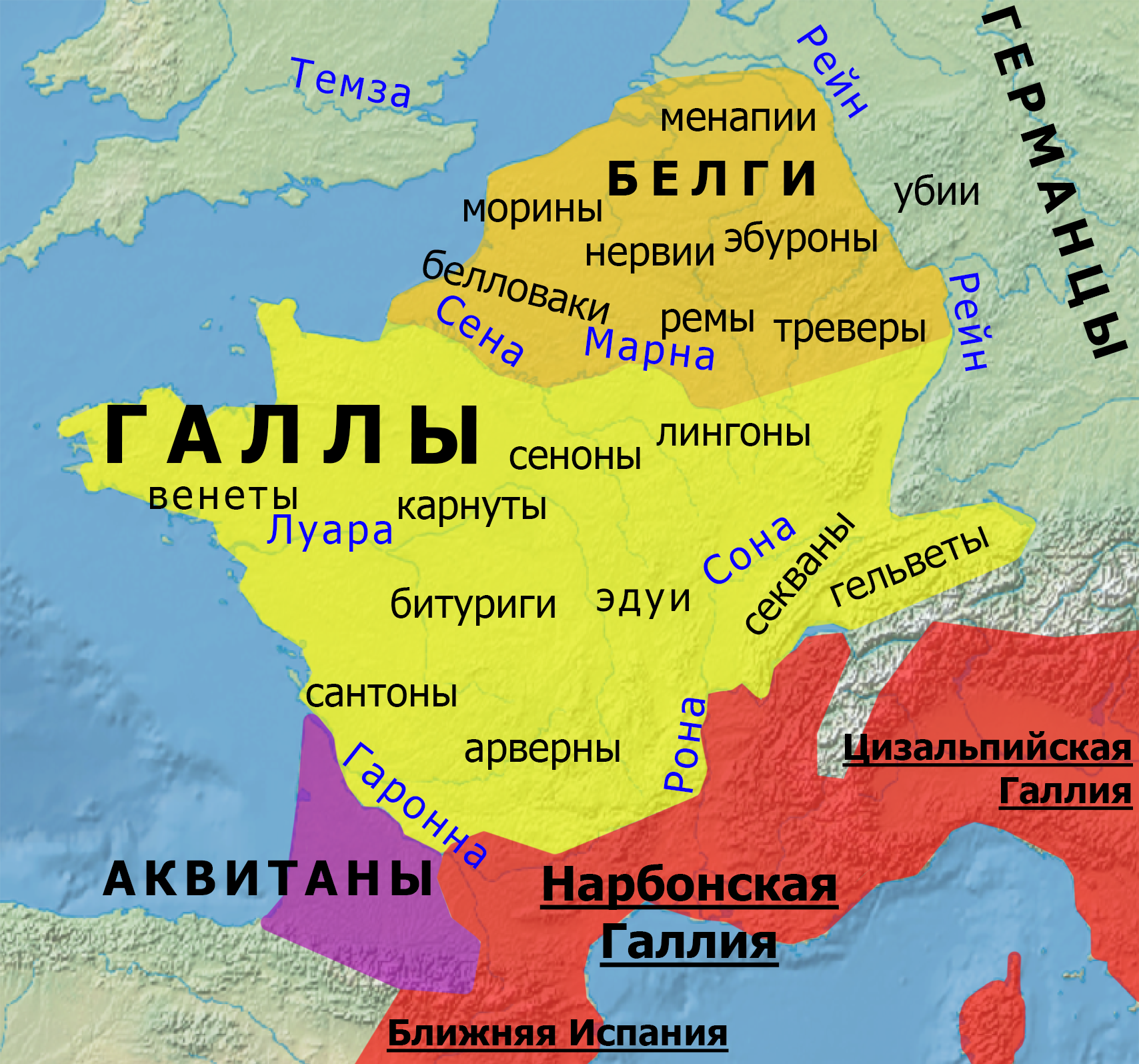
Галльские племена к началу Галльской войны
Владения Римской республики к 59 году до н. э.

Большая часть территории современной Франции к началу I тысячелетия н. э. была заселена различными кельтскими племенами, которых римляне обобщённо называли «галлами» (лат. Galli, им. п. мн. ч. от лат. Gallus), что и послужило основой для именования территории «Галлия» (лат. Gallia; фр. Gaule), использовавшегося примерно со II века до н. э.. Название «Галлия» в отношении территории продолжало использоваться после завоевания её римлянами (Римская Галлия), а также после падения Западной Римской империи и завоевания территории франкским королём Хлодвигом в 486 году. Название «Галлия» использовалось во времена правления Карла Мартелла, Пипина Короткого и Карла Великого. Фактически, пока культурные элиты Европы использовали преимущественно латынь, название «Галлия» продолжало использоваться наряду с названием «Франкия».
Считается, что латинское слово «Галлия» (лат. Gallia) произошло от греческого названия местности Галатия (Galatia) на территории современной Турции, где в IV—III веке до н. э. обосновались племена кельтов, отличавшихся от прочих поселенцев «молочной» белизной кожи, что и послужило причиной их именования (греч.  Γαλάται [galatai], [galatae] от слова «молоко» греч.  γάλα, [gala]).
В эпоху Возрождения слово «галлы» (лат. Galli, множественное число от «галл», лат. Gallus) стало ассоциироваться с его латинским омонимом «петух» (лат. gallus), который и стал впоследствии символом Франции (преемницы наследия кельтов), заняв место «коня», издревле являвшимся символическим животным самих галлов.
В современном французском языке название «Галлия» используется только в историческом контексте. Единственное официальное использование этого слова — в титуле архиепископа Лиона, который именуется «Примас галлов» (фр. Primat des Gaules). Прилагательное «галльский» (фр. Gallic) по-прежнему иногда используется французами для того чтобы подчеркнуть некоторые исторические особенности своей нации. Во время Третьей республики (1870—1940) власти Франции часто ссылались на «нашу старую галльскую нацию» (фр. notre vieille national gauloise) — случай, когда прилагательное «галльский» используется с положительной коннотацией. Термин галлицизм иногда используется в лингвистике, чтобы подчеркнуть конкретную форму французского языка. Прилагательное «галльский» иногда используется в ироническом контексте, как, например, «Галльская гордость». Галльский петух является национальным символом как самой Франции, так и её Национального Олимпийского комитета. Популярная серия французских комиксов «Астерикс» (фр.  Astérix le Gaulois), посвящена приключением галла Астерикса.
Термин «Галлия» широко использовался в европейской картографии XVI-XVII вв.
На современном греческом языке Франция также именуется «Галлия» (греч. Γαλλία).

### Франкия

Франкское государство

В период правления королей франков Хлодвига I, Карла Мартелла, Пипина Короткого и Карла Великого страна была известна как «Королевство франков» или «Франкия» (лат. Francia). Согласно Верденскому договору 843 года франкская империя была разделена на три части между сыновьями Людовика I Благочестивого: Западно-Франкское королевство (лат. Francia Occidentalis), Средне-Франкское королевство и Восточно-Франкское королевство (лат. Francia Orientalis).
Западно-франкские короли, как и восточно-франкские (то есть германские), обычно титуловали себя «король франков» (лат. rex Francorum) или просто «король». Полные названия «rex Francorum Occidentalium» и «rex Francorum Orientalium» они употребляли, когда заключали договор друг с другом. В 962 году восточно-франкский король Оттон I провозгласил создание Священной Римской империи, которая рассматривалась как прямое продолжение античной Римской империи и франкской империи Карла Великого, и получил титул imperator Romanorum et Francorum (с лат. — «император римлян и франков». Но уже в 967 году его сын, Оттон II Рыжий, был коронован просто как «император римский». Таким образом, титул «rex Francorum» остался западно-франкским королям, а название Francia Occidentalis свелось к Francia. Условно за дату превращения Западно-Франкского королевства во Францию принят 987 год, в котором умер последний король из династии Каролингов, а королём был избран Гуго Капет, основатель династии Капетингов. В официальном титуле впервые королём Франции назвался Людовик VIII в 1223 году. Примечательно, что на немецком языке Франция по-прежнему называется нем. Frankreich, что буквально означает «рейх (империя) франков». Чтобы отличить его от франкской империи Карла Великого, современная Франция на немецком называется Frankreich, а Франкская империя именуется нем. Frankenreich.
Этимология названия союза племён франки до настоящего времени остаётся предметом дискуссий. Лоренц Дифенбах полагал, что корень имеет кельтское происхождение. Якоб Гримм возводил его к старогерманскому franco — «свободный человек». Некоторые другие исследователи возводят к др.-англ. franca — «дротик», «небольшое копьё». Во французском языке имеет значение «честный», «открытый».
В Хронике Фредегара VII века, название племени «франки» выводится из Francio — имени одного из королей сигамбров, правившего около 61 года до н. э. на западном берегу Рейна, владения которого простирались до современных Страсбурга и Бельгии. Сигамбры также упоминаются Юлием Цезарем в «Записках о галльской войне».

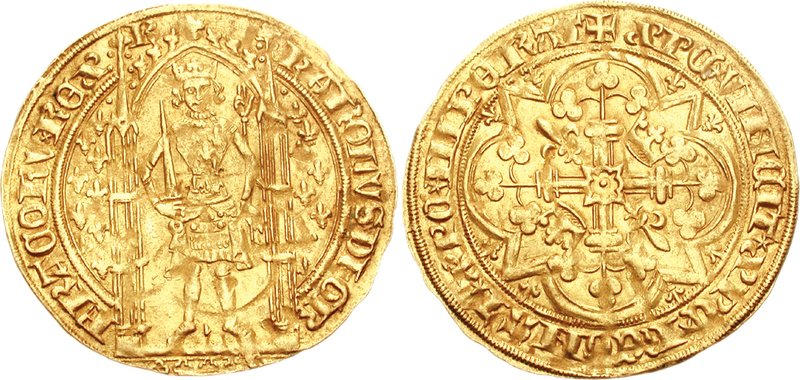
Французский франк, отчеканенный в 1360 году, в правление Карла V, с надписью Francorum Rex («Король франков»).

Название бывшей французской валюты, франка, происходит от слов, выгравированных на монетах французских королей — Rex Francorum, или фр. Roi des Francs, что означает «Король франков».

### Франция
С X века название «Франция», или «Королевство Франция» закрепилось за государством, и просуществовало до Великой французской революции, провозгласившей Первую французскую республику (фр. République française, 1792—1804). В 1804 году пришедший к власти Наполеон Бонапарт провозгласил Первую империю (фр. Le Premier Empire, 1804—1815). В период Реставрации Бурбонов (1815—1830) стране было возвращено название «Королевство Франция» (фр. Royaume des Français), которое сохранялось после июльской революции 1830 года, до революции 1848 года; результатом последней стало провозглашение Второй республики (фр. Deuxième République) (1848—1852), сменившейся Второй империей (фр. Second Empire, официально — Францу́зская импе́рия, Empire des Français, 1852—1870). На смену Второй империи пришла Третья республика (фр. Troisième République, 1870—1940), затем, во время оккупации страны Германией во Второй мировой войне в стране существовал коллаборационистский режим Виши (фр. le régime de Vichy, официальное название Францу́зское Госуда́рство (фр. l'État français, 1940—1945). После освобождения страны начался период Четвёртой республики (фр. La Quatrième République, 1946—1958), сменившейся Пятой республикой (фр. Cinquième République), существующей до настоящего времени. Официальное современное название страны — «Французская республика» (фр. République Française).

## Значения названия «Франция»

### Политическое значение
В политическом смысле «Франция» означает всю Французскую Республику как трансконтинентальное государство, включающее основную территорию в Западной Европе и ряд заморских регионов и территорий. В этом случае «французский» относится к гражданству, как это сформулировано в французском удостоверении личности (ID): «Nationalité: française».
Этимология слов «Франция» и «французский» имеет прочные основы в отмене рабства и крепостного права во Франции. Действительно, в 1315 году король Людовик X издал указ об отмене рабства на территориальной материковой части страны и провозгласил, что «Франция означает свободу», то есть любой раб, ступивший на землю французской метрополии, должен быть освобождён.
Впоследствии, в 1788 году в Париже было создано «Общество друзей чернокожих», с целью достижения равенства белых и свободных цветных людей в колониях, немедленного упразднения работорговли и скорейшей отмены рабства, прежде всего для того, чтобы поддержать экономику французских колоний. Обществу удалось добиться временной ликвидации рабства на французских территориях и колониях в 1794 году, пока Наполеон под давлением лобби плантаторов не возродил рабство в колониях, выращивающих сахарный тростник.

### Географическое значение
По географическому значению название «Франция» относится только к метрополии Франции, то есть территории на континенте и ближайшим островам в Атлантическом океане, Ла-Манше и Средиземном море (в том числе и острову Корсика).

### Историческое значение
В историческом плане название «Франция» относилось поначалу только к провинции Иль-де-Франс (с центром в Париже), которая исторически была королевским доменом. Это значение можно найти в некоторых географических названиях, таких как Бри (фр. Brie française) и Вексен (фр. Vexin français).
Это значение названия «Франция» также нашло отражение в названии французского языка (фр. langue française), буквальным значением которого является «язык Иль-де-Франс». Только в XIX—XX веках «язык Иль-де-Франс» действительно стал языком всей Франции. Современное самоназвание французского языка — le français, а старый «язык Иль-де-Франс» называется в соответствии с теорией XIX века о происхождении французского языка — le francien.
Наконец, в определённом смысле понятие «Франция» относится к Pays de France — одному из регионов провинции Иль-де-Франс. Провинция Иль-де-Франс состоит из нескольких регионов: Pays de France, Паризис, Юрепуа, Вексен и т. д. Pays de France также называют Plaine de France (то есть «Равнина Франции»). Главный город региона Pays de France — Сен-Дени, где в XII веке был построен первый в мире готический собор, где покоятся короли Франции. В настоящее время Pays de France является северным расширением пригородов Парижа. Трактовка названия «Франция» как региона провинции Иль-де-Франс позволяет интерпретировать некоторые топонимы, например, название города Руасси-ан-Франс, на территории которого расположен аэропорт «Шарль де Голль». Название города буквально означает «Руасси в странах Франции», а не «Руасси в стране Франция». Другой пример — название стадиона Стад де Франс (фр. Stade de France), который был построен близ Сен-Дени для чемпионата мира по футболу 1998 года.